# Shinseiki no Love Song
"Shinseiki no Love Song" (jap. 新世紀のラブソング Shinseiki no rabu songu) − trzynasty singel japońskiej grupy muzycznej Asian Kung-Fu Generation, wydany 2 grudnia 2009. Edycja limitowana zawiera dodatkowe DVD z piosenkami zarejestrowanymi podczas Jisan Valley Rock Festival w Korei Południowej.

## Lista utworów
1. "Shinseiki no Love Song" (jap. 新世紀のラブソング Shinseiki no rabu songu)
2. "Shiro ni Somero" (jap. 白に染めろ)

### DVD: Live at Jisan Valley Rock Festival 2009, Korea
1. "Yoru no Call" (jap. 夜のコール Yoru no kōru)
2. "After Dark" (jap. アフターダーク Afutā dāku)
3. "Loop & Loop" (jap. ループアンドループ Rūpu & rūpu)
4. "Rewrite" (jap. リライト Riraito)

## Twórcy
- Masafumi Gotō – śpiew, gitara
- Kensuke Kita – gitara, śpiew
- Takahiro Yamada – gitara basowa, śpiew
- Kiyoshi Ijichi – perkusja
- Asian Kung-Fu Generation – producent
- Yūsuke Nakamura – projekt okładki